# Либер, Чарльз
Чарльз Либер (англ. Charles M. Lieber; род. 9 апреля 1959, Филадельфия, Пенсильвания) — американский учёный-химик. Труды в основном посвящены нанохимии и физической химии.
Университетский профессор Гарварда.
Член Национальных Академии наук (2004) и Медицинской академии США, иностранный член Китайской академии наук (2015).
Окончил Колледж Франклина и Маршалла (бакалавр химии, 1981).
Докторские исследования проводил в Стэнфорде, где в 1985 году получил степень доктора философии по химии. Являлся постдоком в Калтехе (1985-1987). В 1987-1991 годах в Колумбийском университете: первоначально ассистент-профессор, с 1990 года ассоциированный профессор. С 1991 года профессор в Гарварде, именной с 1999 года (Mark Hyman Professor) и с 2017 года именной Университетский профессор (Joshua and Beth Friedman University Professor), с 2015 года заведует кафедрой химии и химической биологии.
Член Американской академии искусств и наук (2002) , фелло Американского химического общества. Соредактор Nano Letters.
Опубликовал более 400 работ в рецензируемых журналах. В 2011 году был 20-м наиболее цитируемым из ныне живущих химиков (индекс Хирша = 108).

## Награды и отличия
- ACS Award in Pure Chemistry[англ.] (1992)
- Leo Hendrik Baekeland Award[нем.] (1995)
- NSF Creativity Award (1996)
- Премия Фейнмана по нанотехнологиям (2001)
- MRS Medal (2002)
- Harrison Howe Award (2002)
- Премия Джеймса Макгруди за исследования в области новых материалов (2003)
- New York Intellectual Property Law Association Inventor of the Year (2003)
- Scientific American 50 Award in Nanotechnology and Molecular Electronics (2003)
- ACS Award in the Chemistry of Materials (2004)
- World Technology Award in Materials (2004)
- Nanotech Briefs Nano 50 Award (2005)
- NBIC Research Excellence Award (2007)
- National Institutes of Health Director's Pioneer Award[англ.] (2008, 2017)
- Thomson Reuters Citation Laureate (2008)[9]
- Эйнштейновский профессор Китайской АН (2008)
- ACS Inorganic Nanoscience Award (2009)
- Freundschaftspreis (China) (2009)
- Fred Kavli Distinguished Lectureship in Nanoscience (2010)
- Премия Вольфа (2012)[10]
- Премия Уилларда Гиббса (2013)
- Pioneer Award in Nanotechnology[англ.] (2013)
- Springer‐TUP Nano Research Award (2013)
- Remsen Award (2016)
- Von Hippel Award[нем.] (2016)
- NIH Director's Pioneer Award[англ.] (2017)
- Kirkwood Medal (2018)
- Welch Award in Chemistry[англ.] (2019)

## Арест
В январе 2020 Чарльз Либер был арестован ФБР по обвинению в предоставлении ложных сведений о своём сотрудничестве с Уханьским технологическим университетом (кит. 武汉理工大学) и китайской правительственной программой План тысячи дарований (кит. 海外高层次人才引进计划); ему грозит тюремное заключение сроком в пять лет. Специальный агент Джозеф Бонаволанта заявил, что Уханьский технологический университет передал Чарльзу Либеру более полутора миллионов долларов. Газета «Коммерсантъ», рассказывая об обвинении против Либера, сомневается в его виновности и обосновывает, что учёный, возможно, стал жертвой поиска в США китайских шпионов и их пособников. Гарвардский университет отправил учёного в оплачиваемый административный отпуск, с запретом на работу в кампусе и приостановлением исследовательской и преподавательской деятельности. Коллеги и бывшие студенты Либера, которых опросил журнал Nature, ошеломлены его задержанием.